# El escarabajo verde
El escarabajo verde es un programa de televisión de España, emitido por La 2 de TVE desde mayo de 1997.

## Formato
Programa de corte divulgativo, en el que semanalmente se abordan temas relacionados con el entorno, la naturaleza y el medio ambiente. Incluye reportajes, documentales, entrevistas con especialistas y tertulias sobre asuntos relacionados.
En 2022, coincidiendo con el 25 aniversario del programa, se crean los Premios Escarabajo verde, para destacar la labor por la conservación del medioambiente en distintos ámbitos de la sociedad. De carácter anual, se conceden coincidiendo con el Día Mundial del Medio ambiente   

## Equipo
En cuanto a la dirección, la primera directora fue María José Sánchez, a la que sucedió Gemma Soriano. En 2005 recayó en Manuel Arranz, con Mario de la Mano como subdirector, siendo este quien asume la dirección a finales de 2008.
Comenzó siendo presentado por Pere Ortín hasta 2005. Entre 2005 y 2013 fue presentado por Elisabeth Anglarill. Desde entonces esa labor recae en Mario de la Mano.

## Premios
- Premio Nacional de Periodismo Doñana al Desarrollo Sostenible 2008, en la modalidad de televisión, que concede la Fundación Doñana 21. [5]
- Premio al Mejor Reportaje 2012, Manduca Caduca, de Jerónimo Rodríguez, sobre el derroche alimenticio mundial, concedido en la X edición de Urban TV, el Festival Internacional de Televisión sobre Vida y Ecologías Urbanas. [6]
- Premio Comunicación SGE 2014, concedido al programa por la Sociedad Geográfica Española, "por informar sobre las grandes cuestiones de debate medioambiental pero con especial interés en los pequeños temas que no aparecen en los titulares de los medios de comunicación". [7]
- III Premio de Periodismo Ambiental que otorga Casa Mediterráneo a Mario de la Mano, director del programa, por el reportaje Mediterráneo... ¿Mare Nostrum?, por "la originalidad del tema, la cantidad de fuentes utilizadas, la gran calidad de las imágenes y el buen ritmo narrativo", y "por la labor de difusión de los valores ambientales y ecológicos". [8]
- Premio Flacema a la Mejor Comunicación sobre Desarrollo Sostenible en la Industria Andaluza a las periodistas del programa Gemma Soriano y Pilar Ruiz, por el reportaje, Si los paisajes hablasen. [9]
- Premio SIGRE de Periodismo 2016. Por la salud de la naturaleza', concedido al programa por la Fundación SIGRE, entidad sin ánimo de lucro encargada de garantizar la correcta gestión medioambiental de los envases y restos de medicamentos que se generan en los hogares. [10]
- Premio Nueva Cultura del Territorio 2021, en la categoría de Categoría de Divulgación, concedido por la Asociación Española de Geografía al programa. [11]
- Premio Internacional Rey de España de Periodismo Medioambiental 2023 por el reportaje  Suelos vivos, dirigido por Eduardo Laplaza, con guion de Marisol Soto y realización de Francesc Tomas.[12]
- Premio de la Fundación para la Conservación del Quebrantahuesos, al programa, "como entidad privada o pública dedicada a la conservación de la naturaleza por su trayectoria". [13]
- El 10 de diciembre de 2024, el reportaje del programa El pastor invisible, de Raquel Caparrós y Xavier Arias, recibió el segundo Premio de Periodismo de EIT Food 2024, concedido por el EIT Food es la mayor comunidad europea de innovación en el ámbito agroalimentario. El primer premio fue para el periodista Javier Bolaños, de Cambio Climático (Canal Sur Radio). [14]